# Membrane intercostale interne
La membrane intercostale interne est le tissu conjonctif qui prolonge en avant le muscle intercostal interne entre ce dernier et le sternum.